# Louis Monast
Louis Monast (* 1. Juli 1863 in Iberville, Québec, Kanada; † 16. April 1936 in Pawtucket, Rhode Island) war ein US-amerikanischer Politiker. Zwischen 1927 und 1929 vertrat er den dritten Wahlbezirk des Bundesstaates Rhode Island im US-Repräsentantenhaus.

## Werdegang
Im Frühjahr 1865 kam Louis Monast als Kleinkind mit seinem Vater nach Pawtucket in Rhode Island. Dort besuchte er die öffentlichen Schulen. Zeitweise ging er auch auf Abendschulen. Zwischen 1872 und 1882 arbeitete er als Weber. Danach war er bis 1892 als Maurer, Pflasterer und Zimmermann tätig. Ab 1892 stieg er in das Immobiliengeschäft ein; außerdem betrieb er später einige Bäckereien.
Politisch wurde Monast Mitglied der Republikanischen Partei. Zwischen 1909 und 1911 war er Abgeordneter im Repräsentantenhaus von Rhode Island; im Jahr 1924 nahm er als Delegierter an der Republican National Convention in Cleveland teil, auf der US-Präsident Calvin Coolidge für eine weitere Amtszeit nominiert wurde. Ebenfalls 1924 kandidierte Monast erfolglos gegen den demokratischen Amtsinhaber Jeremiah E. O’Connell für das US-Repräsentantenhaus. Zwei Jahre später gelang es ihm, O’Connell zu besiegen. Damit konnte er zwischen dem 4. März 1927 und dem 3. März 1929 eine Legislaturperiode im Kongress absolvieren. Bei den Wahlen des Jahres 1928 verlor er aber wieder gegen O’Connell, der damit seinen alten Sitz wieder einnehmen konnte.
Nach dem Ende seiner Zeit im Kongress arbeitete Monast wieder im Immobiliengeschäft. Er starb am 16. April 1936 in Pawtucket und wurde dort auch beigesetzt.